# フォーブル

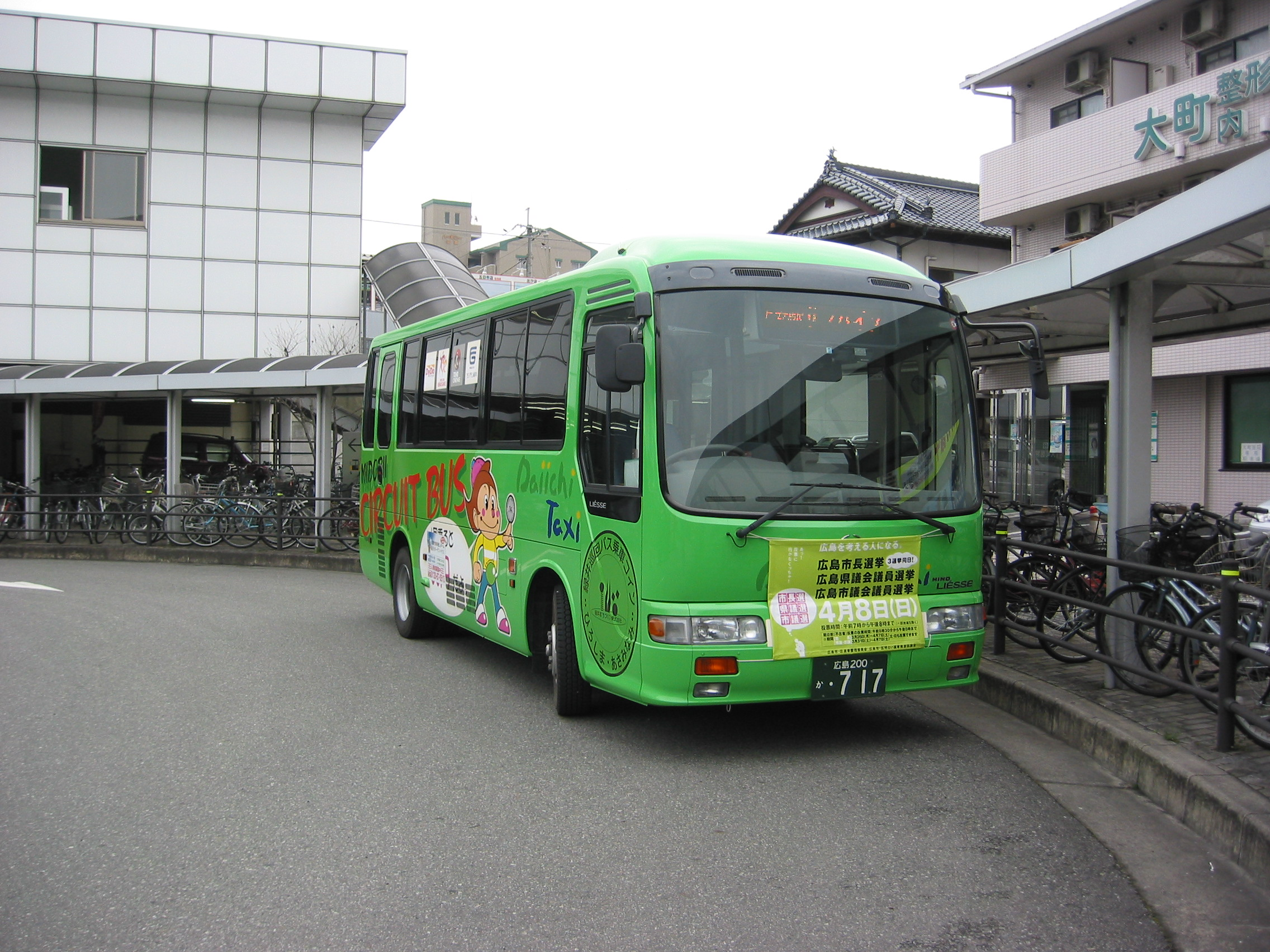
路線バスの車両（2007年）
日野・リエッセ

株式会社フォーブル（英文社名 = FORBLE,INC）は、広島県広島市安佐南区に本社を置くタクシー・バス事業者である。
現社名となる前の旧社名は第一タクシー株式会社であったが、北九州市を拠点に全国展開する第一交通産業およびその子会社の広島第一交通とは資本関係がない。ただし後述のとおり、当社津和野営業所は、かつて第一交通産業の傘下にあった「津和野第一交通」の事業を継承したものである。

## 概要
広島県内のタクシー会社では珍しく外国人乗務員が在籍しており、海外からの利用者にも対応可能なサービス体制がとられている。またグループ会社として、2004年に女性乗務員のみ在籍するタクシー会社「なでしこキャブ」を設立したが、のちに当社へ吸収合併され、現在は屋号のみ「なでしこキャブ」の名称を使用している。
バス事業は、当初は貸切バス専業であったが、広島電鉄から広島高速交通アストラムラインのフィーダーバス路線を移管され、安佐南区内での乗合バス事業を開始した。また、2020年10月1日付でエンゼルキャブより乗合バス事業を継承している。
2015年4月に、島根県鹿足郡津和野町内に本拠地を置いていた津和野第一交通（第一交通産業系）の事業を継承する形で、初の県外事業所となる津和野営業所を設置した。
創業50周年記念事業の一環として、2018年3月21日付で株式会社フォーブルへ商号変更した。
特徴的なものとしては、サンフレッチェタクシー、サンフレッチェ路線バス、カープバスなどがある。

## 沿革
- 1968年（昭和43年）3月21日 - 第一タクシー株式会社として創業。
- 2004年（平成16年） - 有限会社なでしこキャブ創業（のちに[いつ?]同社を吸収合併）。
- 2009年（平成21年）8月8日 - 筒瀬線を除く全路線にPASPYを導入。
- 2015年（平成27年）4月 - 津和野第一交通より事業を継承し、津和野営業所を設置。
- 2018年（平成30年）3月21日 - 社名を株式会社フォーブルに変更。
- 2020年（令和2年）10月1日 - エンゼルキャブより乗合バス事業を継承し、平和台団地線を運行開始（PASPYは2年後の3月12日から利用開始）[2]。
- 2021年（令和3年）7月30日 - 大町団地線が廃止となる[3]。
- 2024年（令和6年）12月1日 - PASPYが廃止となりICOCAのサービスを開始[4]。
- 2025年（令和7年）3月29日 - この日までにバス車両のPASPY車載機の撤去が完了する予定である[5]。

## 営業所
- 本社営業所
  - 広島県広島市安佐南区相田二丁目5番18号
- 長楽寺車庫
  - 広島県広島市安佐南区長楽寺三丁目2
- 沼田営業所（廃止）
  - 広島県広島市安佐南区伴東四丁目20-2
- 若葉台車庫
  - 広島県広島市安佐南区伴北七丁目32
- 戸山車庫
  - 広島県広島市安佐南区沼田町大字吉山1482-4
- 飯室車庫（広電バスと共用）
  - 広島県広島市安佐北区安佐町大字飯室1576番地
- 津和野営業所
  - 島根県鹿足郡津和野町後田イ53-1
- 高取車庫
  - 広島市安佐南区高取南1丁目8-5
- 平和台車庫（廃止）
  - 広島市安佐南区高取南2丁目29-22
- 東亜車庫
  - 広島市安佐南区相田6丁目12

## 運賃・乗車券類
- 2009年8月8日よりPASPYを導入したが、自社でのPASPYの発行は行わず、広島高速交通（アストラムライン）のカードを車内で販売し、PASPY定期券も広島高速交通のカードを使用していた。PASPY廃止に伴い、2024年12月1日よりICOCAのサービスを開始したが、バス単独定期券は、ICOCA定期券の発売開始まで、PASPY定期券を販売継続していた。

## バス路線
広島都市圏およびその周辺のバス事業者共通の系統番号が割り振られ、大町駅発着路線は90号線、緑井駅発着路線は91号線、上安駅発着路線は92号線、大原駅発着路線は93号線、高取発着路線は94号線、飯室（安佐営業所）発着路線は95号線となっている。
- 大町団地線（2021年7月30日廃止）
  - 90-2→90 大町駅→祇園北高校→花みずき台北→花みずき台西→大町県営住宅→大町団地→大町駅（循環線）
  - 90-2→90 大町駅→大町団地→大町県営住宅→花みずき台北→花みずき台西→祇園北高校→大町駅（循環線）
  - 90 花みずき台北→花みずき台西→祇園北高校→大町駅（大町駅行のみ片道運行）

- あさおか台・武田山団地線
  - 90/90-1 大町駅 - 大町 - 下小峠 - 相田 - 安田女子大入口 - 武田山団地入口 - 武田山団地
  - 90-8→90 大町駅→大町→下小峠→相田→安田女子大入口→武田山団地入口→あさおか台中→あさおか台→武田山団地→武田山団地入口→安田女子大入口→相田→下小峠→大町→大町駅（循環線）
  - 90-12→90 大町駅→大町→下小峠→相田→安田女子大入口→武田山団地入口→武田山団地→あさおか台中→あさおか台→武田山団地入口→安田女子大入口→相田→下小峠→大町→大町駅（循環線）
  - 大町駅 - 大町 - 下小峠 - 相田 - 安田女子大入口 - 武田山団地入口 - 武田山団地 - 日浦口 - 安小学校 - 上安駅
  - 90-8→92 大町駅→大町→下小峠→相田→安田女子大入口→武田山団地入口→あさおか台中→あさおか台→武田山団地→日浦口→安小学校→上安駅（上安駅行のみ片道運行）
  - 90-12→92 大町駅→大町→下小峠→相田→安田女子大入口→武田山団地入口→武田山団地→あさおか台中→あさおか台→日浦口→安小学校→上安駅（上安駅行のみ片道運行）
  - 上安駅→安小学校→日浦口→あさおか台中→あさおか台→武田山団地→武田山団地入口→安田女子大入口→相田→下小峠→大町→大町駅（大町駅行のみ片道運行）
  - 92-12→90 上安駅→安小学校→日浦口→武田山団地→あさおか台中→あさおか台→武田山団地入口→安田女子大入口→相田→下小峠→大町→大町駅（大町駅行のみ片道運行）

- サンハイツ線
  - 92/92-2 上安駅 - サンハイツ
  - 90-5/90-6 大町駅 - 大町 - 下小峠 - 相田 - 安田女子大入口 - 日浦口 - 安小学校 - 上安駅 - サンハイツ
  - 沼田高校 - 下向 - 長楽寺 - 高取 - 上安 - 上安駅 - サンハイツ

- 東亜ハイツ線
  - 92/92-1 上安駅 - 東亜ハイツ
- 第一・第二高取団地線
  - 92/92-8 上安駅 - 上安 - 高取 - 第一高取団地下 - 第一高取団地 - 第二高取団地
  - 92/92-6 上安駅 - 高取駅 - 第一高取団地下 - 第一高取団地 - 第二高取団地
  - 92/92-9 上安駅 - 高取駅 - 第一高取団地下 - 向ヶ丘団地 - 第一高取団地 - 第二高取団地

- ふじが丘・瀬戸内ハイツ線
  - 92-7→92 上安駅→上安→高取→長楽寺駅→ふじが丘団地→瀬戸内ハイツ下→瀬戸内ハイツ→ふじが丘団地→長楽寺駅→高取→上安→上安駅（循環線）
  - 92-7→92 上安駅→上安→高取→長楽寺駅→ふじが丘団地→瀬戸内ハイツ下→瀬戸内ハイツ→ふじが丘団地→長楽寺駅→高取駅→上安駅（循環線）
  - 92-5→92 上安駅→高取駅→長楽寺駅→ふじが丘団地→瀬戸内ハイツ下→瀬戸内ハイツ→ふじが丘団地→長楽寺駅→高取駅→上安駅（循環線）
  - 92-5→92 上安駅→高取駅→長楽寺駅→ふじが丘団地→瀬戸内ハイツ下→瀬戸内ハイツ→ふじが丘団地→長楽寺駅→高取→上安→上安駅（循環線）
  - 92-7 上安駅→上安→高取→長楽寺駅→ふじが丘団地→瀬戸内ハイツ下→瀬戸内ハイツ（瀬戸内ハイツ行のみ片道運行）
  - 92-5 上安駅→高取駅→長楽寺駅→ふじが丘団地→瀬戸内ハイツ下→瀬戸内ハイツ（瀬戸内ハイツ行のみ片道運行）
  - 92 瀬戸内ハイツ下→瀬戸内ハイツ→ふじが丘団地→長楽寺駅→高取駅→上安駅（上安駅行のみ片道運行）
  - 92 瀬戸内ハイツ下→瀬戸内ハイツ→ふじが丘団地→長楽寺駅→高取→上安→上安駅（上安駅行のみ片道運行）

- 三菱団地線
  - 93-2→93 大原駅→三菱団地上→日比野病院→下向→長楽寺→高取→長楽寺駅→下向→日比野病院→三菱団地上→大原駅（循環線）

- 飯室線（才の原経由）・あさひが丘線
  - 92/92-14 上安駅 - 安佐動物公園 - 後山農協 - あさひが丘下 - あさひが丘中 - 県営あさひが丘住宅
  - 92/92-4 上安駅 - 安佐動物公園 - 後山農協 - あさひが丘下 - あさひが丘中 - 県営あさひが丘住宅 - あさひが丘下 - あさひが丘中 - 才の原 - 壬辰橋 - 安佐営業所

- くすの木台・戸山線・飯室線 （久地経由）
  - 93/93-5 大原駅 - 下大下 - 幸の神 - 中田口 - 久地魚切 - くすの木台 - 戸山学校 - 戸山車庫 - 緑ヶ丘団地
  - （93-8）/93-11 沼田高校→下向→松宗→大原駅→下大下→幸の神→中田口→久地魚切→くすの木台（くすの木台行のみ片道運行）
  - 93-8/93-5 沼田高校 - 下向 - 松宗 - 大原駅 - 下大下 - 幸の神 - 中田口 - 久地魚切 - くすの木台 - 戸山学校 - 戸山車庫 - 緑ヶ丘団地
  - 93/95 大原駅 - 下大下 - 幸の神 - くすの木台 - 久地魚切 - 久地学校 - 布 - 安佐営業所
  - 93/95 大原駅 - 下大下 - 幸の神 - くすの木台 - 久地魚切 - 久地学校 - 布 - 追崎 - 布 - 安佐営業所（飯室小学校登下校時のみ運行）
  - （95-12）/95 幸の神→くすの木台→久地魚切→久地学校→布→安佐営業所（清和中学校登校時のみ・安佐営業所行のみ片道運行）

- 奥畑線
  - 93/93-10 大原駅 - 沼田営業所 - 伴学校 - 大曲り - 和楽荘 - 奥畑
  - 93/93-6 大原駅 - 沼田営業所 - 伴学校 - 大曲り - 和楽荘 - 奥畑 - 上奥畑
  - 大原駅→沼田営業所→伴学校→大曲り→和楽荘→伴福祉センター前→伴学校→沼田営業所→大原駅（循環線）
  - 93-23 大原駅→沼田営業所→伴学校→伴福祉センター前→和楽荘→奥畑（奥畑行のみ片道運行）
  - 93 伴福祉センター前→伴学校→沼田営業所→大原駅（大原駅行のみ片道運行）

- 椎原線
  - 93/93-7 大原駅 - 沼田営業所 - 伴学校 - 椎原 - 下大下
- 若葉台線（かつては若葉台南公園前（現 若葉台入口）があったが、住宅の増加により延長・バス停名変更が行われた）
  - 93-1 大原駅→スポーツセンター前→新畑→若葉台入口→若葉台中央公園南→若葉台中央公園北→若葉台北公園前→若葉台東上→若葉台東公園前→若葉台（若葉台行のみ片道運行）
  - 93-18 大原駅→松宗→スポーツセンター前→新畑→若葉台入口→若葉台中央公園南→若葉台中央公園北→若葉台北公園前→若葉台東上→若葉台東公園前→若葉台（若葉台行のみ片道運行）
  - 93-17 伴学校→（ノンストップ）→大原駅→松宗→スポーツセンター前→新畑→若葉台入口→若葉台中央公園南→若葉台中央公園北→若葉台北公園前→若葉台東上→若葉台東公園前→若葉台（若葉台行のみ片道運行）
  - 伴学校→（ノンストップ）→スポーツセンター前→新畑→若葉台入口→若葉台中央公園南→若葉台中央公園北→若葉台北公園前→若葉台東上→若葉台東公園前→若葉台（若葉台行のみ片道運行）※伴小学校下校時の臨時便
  - 93 若葉台中央公園南→若葉台中央公園北→若葉台北公園前→若葉台東上→若葉台東公園前→若葉台→若葉台入口→新畑→スポーツセンター前→大原駅（大原駅行のみ片道運行）
  - 93-16 若葉台中央公園南→若葉台中央公園北→若葉台北公園前→若葉台東上→若葉台東公園前→若葉台→若葉台入口→新畑→スポーツセンター前→松宗→大原駅（大原駅行のみ片道運行）
  - 93-14 若葉台中央公園南→若葉台中央公園北→若葉台北公園前→若葉台東上→若葉台東公園前→若葉台→若葉台入口→新畑→スポーツセンター前→大原駅→（ノンストップ）→伴学校（伴学校行のみ片道運行）
  - 93-15 若葉台中央公園南→若葉台中央公園北→若葉台北公園前→若葉台東上→若葉台東公園前→若葉台→若葉台入口→新畑→スポーツセンター前→松宗→大原駅→（ノンストップ）→伴学校（伴学校行のみ片道運行）
  - 93-21 若葉台中央公園南→（ノンストップ）→伴学校（伴学校行のみ片道運行）◎
  - 93-21 若葉台中央公園北→（ノンストップ）→伴学校（伴学校行のみ片道運行）◎
  - 93-21 若葉台北公園前→（ノンストップ）→伴学校（伴学校行のみ片道運行）◎
  - 93-24 若葉台北公園前→若葉台東上→（ノンストップ）→伴学校（伴学校行のみ片道運行）◎
  - 93-21 若葉台東公園前→（ノンストップ）→伴学校（伴学校行のみ片道運行）◎
  - 93-23 若葉台→若葉台入口→（ノンストップ）→伴学校（伴学校行のみ片道運行）◎

◎伴小学校登校時の専用便（一般客は利用不可）
- 筒瀬線
  - 筒瀬下 - 宮野 - 共栄橋 - 川平 - あさひが丘下 - あさひが丘中
  - 太田川橋 - 細野神社前 - 鳴 - 筒瀬下 - 宮野 - 共栄橋 - 川平 - あさひが丘下 - あさひが丘中
  - 八木小学校前 - 太田川橋 - 細野神社前 - 鳴 - 筒瀬下 - 宮野 - 共栄橋 - 川平 - あさひが丘下 - あさひが丘中
  - あさひが丘中→あさひが丘下→川平→共栄橋→宮野→筒瀬下→鳴→細野神社前→太田川橋→八木小学校前→八木峠（八木峠行のみ片道運行）
  - あさひが丘中→あさひが丘下→川平→川平上→壬辰橋→安佐営業所（安佐営業所行のみ片道運行）
  - 安佐営業所→壬辰橋→才の原→あさひが丘中→あさひが丘下（あさひが丘下行のみ片道運行）

PASPYは利用不可、元は広電の廃止代替バス路線、お盆・年末年始は運休。
- 平和台線（エンゼルキャブから引き継いだ路線であるためPASPY等は使用不可だったが、2022年3月12日からPASPY等利用開始した）
  - 90/90-3 大町駅 - 大町 - 下小峠 - 相田 - 安田女子大入口 - 日浦口 - 安小学校 - 上安 - 高取 - （高取上） - 安西小学校 - 安西高校 - 安西中学校 - 平和台上
    - 高取上には平和台行の便のみ停車。

  - 92/92-3 上安駅 - 上安 - 高取 - （高取上） - 安西小学校 - 安西高校 - 安西中学校 - 平和台上
    - 高取上には平和台行の便のみ停車。平日2往復（朝1往復と午後1往復）、休日1往復のみ。

  - 94→94-3 平和台上→安西中学校→安西高校→安西小学校→高取→高取上→安西小学校→安西高校→安西中学校→平和台上（循環線）
- くすの木台・あさひが丘・北部医療センター線 （2022年5月6日運行開始）
  - くすの木台 - 久地魚切 - 才の原 - あさひが丘中 - あさひが丘下 - 県営あさひが丘住宅 - あさひが丘中 - あさひが丘下 - 後山農協 - 北部医療センター
    - 平日2往復のみ。

- 緑井まちづくり循環バス
  - 南循環
    - 91-3 緑井駅→県営住宅前→中調子→川内5丁目→川内2丁目上→緑井駅

  - 北循環
    - 91-2 緑井駅→川内第一公園→八木梅林公園→ユニクロ→下八木→七軒茶屋→緑井4丁目→緑井駅

均一運賃、全区間1乗車100円、お盆・年末年始は運休。
- 下城ハイツ線（ふれあいバス）
  - 下城上→伴中央駅→伴郵便局→大原駅→沼田営業所→伴中央駅→下城上→西本建設前→大塚公民館前→Aシティ中央→西本建設前→下城上

2016年10月3日から試験運行、翌2017年年10月3日から本格運行へ移行。
平日の月曜・水曜・金曜の午前中のみ運行。年末年始は運休。均一運賃で1乗車200円（小児は100円）。運賃支払は現金のみでPASPY・ICOCA等は使用不可。
- 大町・イオンモール祇園線（2012年8月31日廃止）
  - 大町駅 - イオンモール祇園

## 車両
2020年時点では、タクシー用車両は、トヨタ・コンフォート及びジャパンタクシー、日産・セドリックセダンが主に使用されている。これに加えトヨタ・ハイエースのジャンボタクシーやマツダ・プレマシーベースの車椅子対応車を保有する。ハイヤー用車両は、トヨタ・センチュリー、クラウン、カムリ、アルファードの4車種を保有する。
バス車両は、路線車・貸切車ともに日野自動車やいすゞ自動車、三菱ふそうトラック・バス製の中小型車両がメインで、貸切車の一部と通学輸送用に大型車を保有する。社名変更を機に、貸切車のカラーリングを白地にロゴ入りのデザインから牛のイラストを描いたものに一新した。そして2024年から電気バス（EV モーターズ・ジャパンF8 series4 Mini Bus）を導入し、主に平和台線で運用している。
タクシー・バスを含め、一部車両はサンフレッチェ広島F.Cとのタイアップ車両となっており、希望ナンバー制度を利用して登録番号を「・320」（サンフレ）としているほか、車体塗装にチームカラーである紫色を採用している。
津和野営業所管内では、津和野町が出資する第三セクター「株式会社津和野開発」から、トヨタ・プリウスPHVとトヨタ・ハイエースを借り受けて使用している。